# 天川龍一
天川 龍一（てんかわ りゅういち、1979年1月30日 - ）は日本の俳優、YouTuberである。

## 略歴
YouTuberとしては2017年に「龍粋社ちゃんねる」を開設した。坂本観音や色々なゲストを招いていて霊能や怪談を語るエンターテインメントチャンネルとなっている。
初の著書となった『霊能者、占い師、スピリチュアル能力者に頼るな! 』~霊能者天妙龍啓による、自身の力で開運し、人生を好転させる為の手引き~は発売初日にAmazon占いカテゴリーにてベストセラー１位を獲得した。

## 出演

### 映画
- 「KENZOKU」（2014.5）天川龍一役
- 「戦国の勝者」（2015 井上泰治監督）上柘植の又蔵役
- 超高速!参勤交代リターンズ（2016）駕籠かき役
- 短編映画「予定は未定」（2016）前田役
- 無限の住人（2017年4月29日公開ワーナー・ブラザース） - 司鞍黄十郎 役
- 燃えよ剣（2021年10月15日公開[3]、東宝/アスミック・エース） - 尾関雅次郎 役
- ヘルドッグス（2022年9月16日公開、東映/ソニー・ピクチャーズエンタテインメント） - 本並一泰 役

### テレビドラマ
- 大岡越前 第2話　叱られた将軍様（2013年4月6日、NHK BSプレミアム） - 旗本 役

### バラエティ
- 世界の怖い夜!（特番）2016　春休み大絶叫SP（2016 TBS）霊能者天妙龍啓として出演（TBS）
- 1周回って知らない話（特番）2017.3.22　（2017 日本テレビ）再現ドラマ　佐々木健介役（日本テレビ）

### 舞台
- MBS主催「踊るシジフォス1615」脚本菱田信也（2007）忍者・謎の外国人ビリー役
- 菱田信也プロデュース「さんすのドリル」（2007 菱田信也脚本）キンジュンイチ役
- MBS主催「大阪夏の陣1615城が燃えてもオレ達は！！」（2008）丑松役
- 神戸市民劇団ヴィンテージ　第一回公演『わたしらゼッタイ！』（2009 菱田信也脚本）自衛隊隊長役
- 劇団vintage三回公演「新長田ポリスストーリー／特命28分署大捜査線」（2010年10月）タッタリア役
- 神戸市民劇団ヴィンテージ「第5回本公演〜どうしてこんなに　こころがときめかないの〜」（2011 菱田信也脚本）
- エイベックス後援 ディズミックエンターテイメント主催舞台「UNIVERSE」（2012.5）沢渡役
- 神戸市民劇団ヴィンテージ第6回本公演「ラストダンスはどなたに」（2012 菱田信也脚本）龍ちゃん役
- 七代目劇団そとばこまち第五回公演　「のぶなが」（2013）松永久秀役
- 神戸の劇団vintage第8回本公演「全員店長」（2013 菱田信也脚本）Kマート役
- ミュージカル「幸せの王子」公演（2015.3）警官役

### CM
- CM阪急冬のバーゲン（2006）空手家役

## 書籍
- 霊能者、占い師、スピリチュアル能力者に頼るな! 』~霊能者天妙龍啓による、自身の力で開運し、人生を好転させる為の手引き~『2017年06月21日、ギャラクシーブックス）
- REINO: The Power of Oriental Spiritualist (Oriental Spiritual Project) (英語)『2020年06月21日、Hit Hollywood）
- 運氣を自分で呼び込む! 奇跡の開運トレ~『2022年03月09日、宝島社）